# Manifattura imperiale di porcellane di Vienna

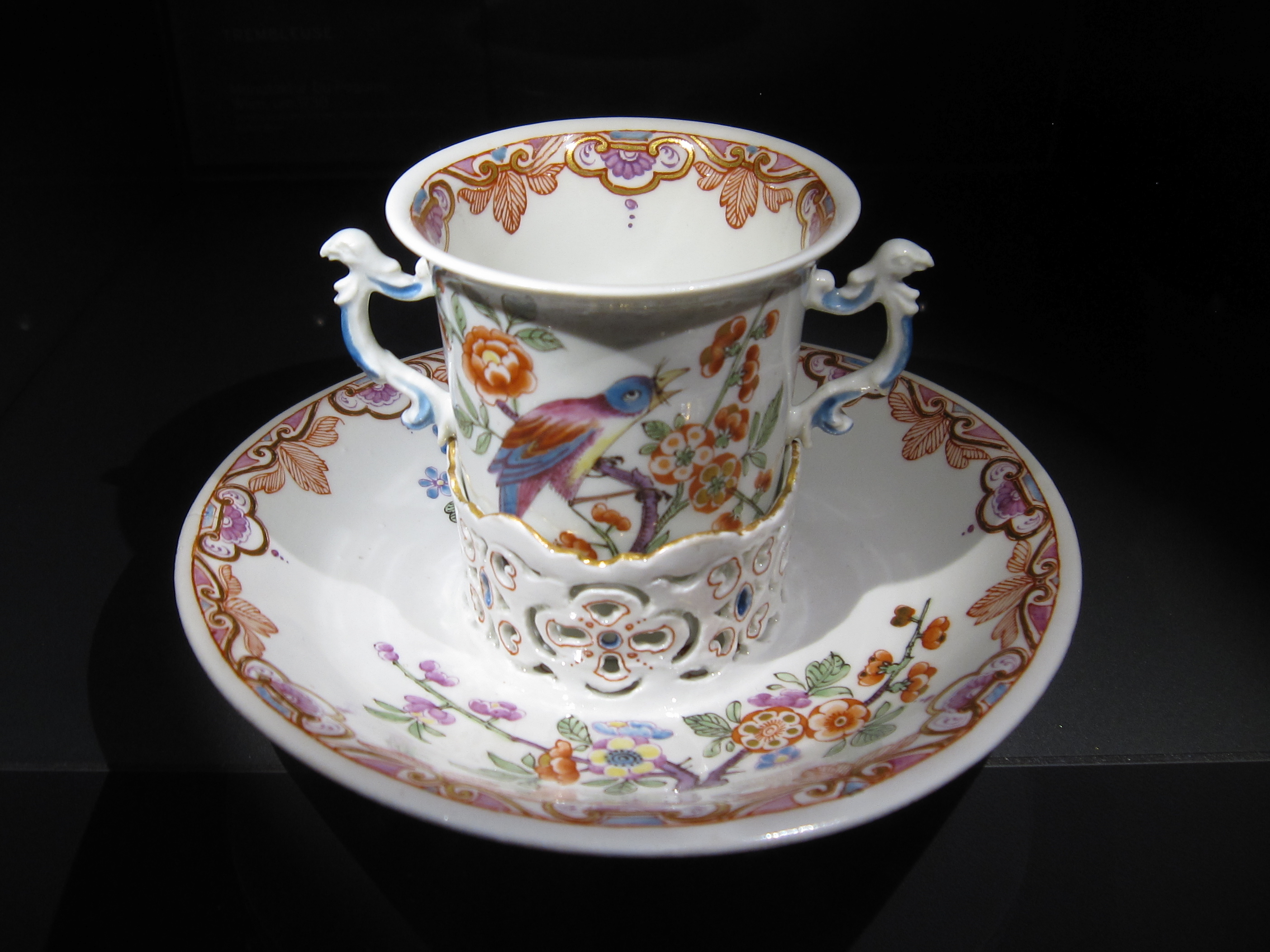
Una mancerina della manifattura di Paquier, circa 1730

La Manifattura imperiale di porcellane di Vienna (in tedesco: Kaiserlich privilegierte Porcellain Fabrique) fu una manifattura di porcellane con sede a Vienna, esistita dal 1718 al 1864.

## Storia

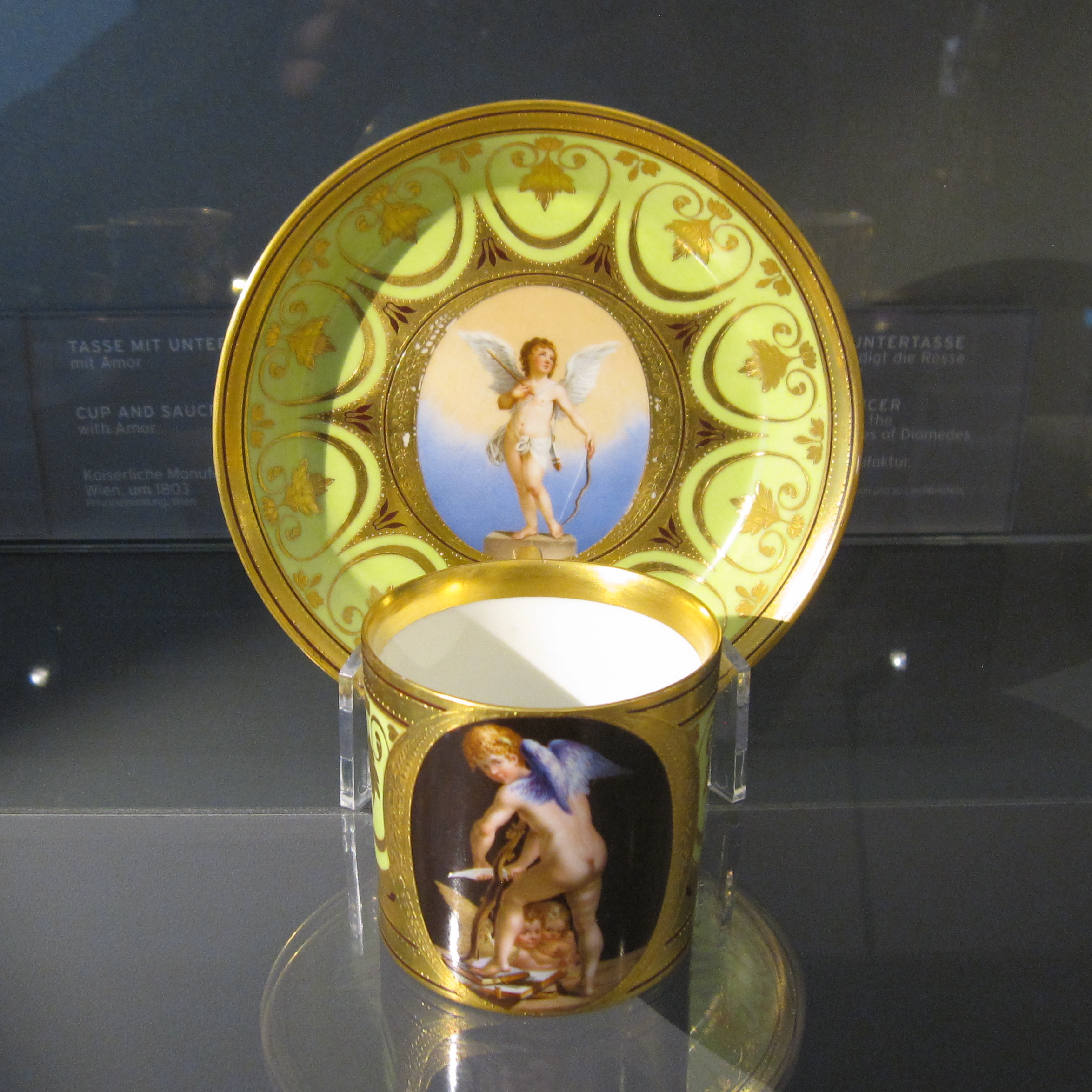
Tazza e piattino con amorino, circa 1803

Dopo che l'elettore di Sassonia aveva fondato la Manifattura di Meissen l'Imperatore Carlo VI concesse a Claudius Innocentius du Paquier un privilegio venticinquennale per la fabbricazione della porcellana nel 1718. È perciò considerata la seconda più antica manifattura europea di porcellana a pasta dura. 
Lo stile delle porcellane di quest'epoca era tardo barocco come quello di Meissen.
Nel 1744, allo scadere del privilegio, la manifattura di Du Paquier fu rilevata dallo stato. Da tale data il marchio delle porcellane è viennesi è lo stemma del Ducato d'Austria.
Quest'eopca vide una prevalenza dell'aspetto plastico su quello pittorico. Lo stile fu ispirato al rococò francese.
Nel 1784 divenne direttore Conrad von Sorgenthal, che rivoluzionò lo stile della manifattura nel senso del Neoclassicismo con fondi oro su cui spiccavano accurate miniature. Il pittore più noto è stato Moritz Michael Daffinger che dipinse su porcellana soggetti mitologici e ritratti della famiglia imperiale austriaca.
Dal 1805 lo stile divenne Biedermeier. La manifattura fu chiusa nel 1864, tre anni prima dell'Ausgleich. Dopo tale data la principale manifattura di porcellane dell'Impero Austroungarico e principale fornitrice della Corte Imperiale divenne quella di Herend in Ungheria, fondata nel 1826.

## Augarten

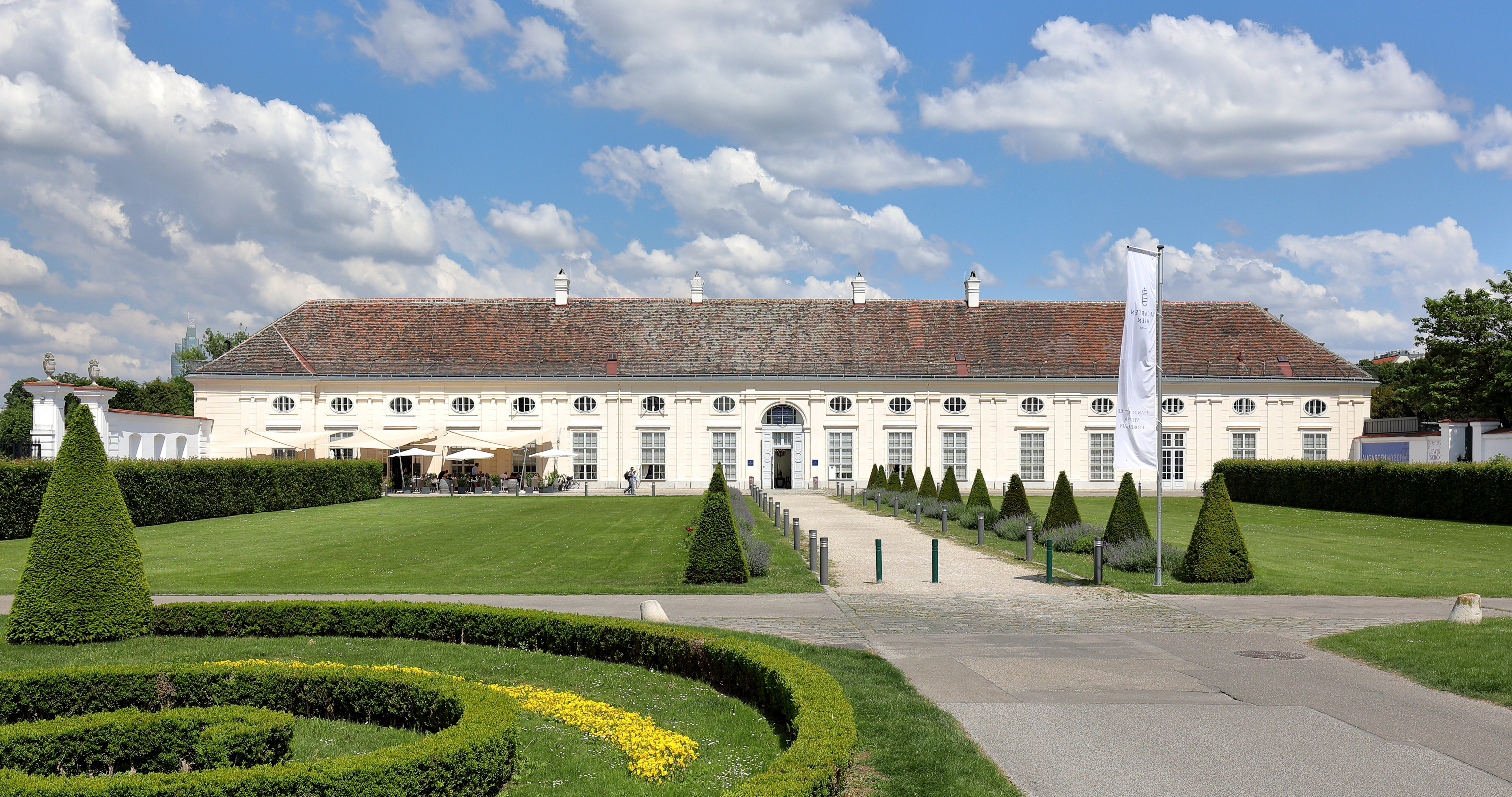
La sede della manifattura ad Augarten

Dopo lo smembramento dell'Impero, in età ormai repubblicana,  una nuova fabbrica di porcellana fu fondata nel 1923 ad Augarten, che ha fatto rivivere la tradizione della porcellana viennese. I prodotti della manifattura Imperiale sono spesso chiamati "Alt Wien" ("vecchia Vienna") per distinguerli da quelli prodotti nella nuova fabbrica di Augarten.